# 凱赫特納 (市鎮)
凱赫特納，是愛沙尼亞拉普拉縣的一個鄉村型市镇，位於該國西部，行政中心設於耶尔瓦坎迪，面積512平方公里，2021年人口5,459，人口密度每平方公里11人。

## 行政管理
2017年爱沙尼亚行政改革后，原凯赫特纳市镇与耶尔瓦坎迪市镇合并为新的凯赫特纳市镇。
新的市镇包括一个城镇、5个小镇和43个村庄。